# Turms

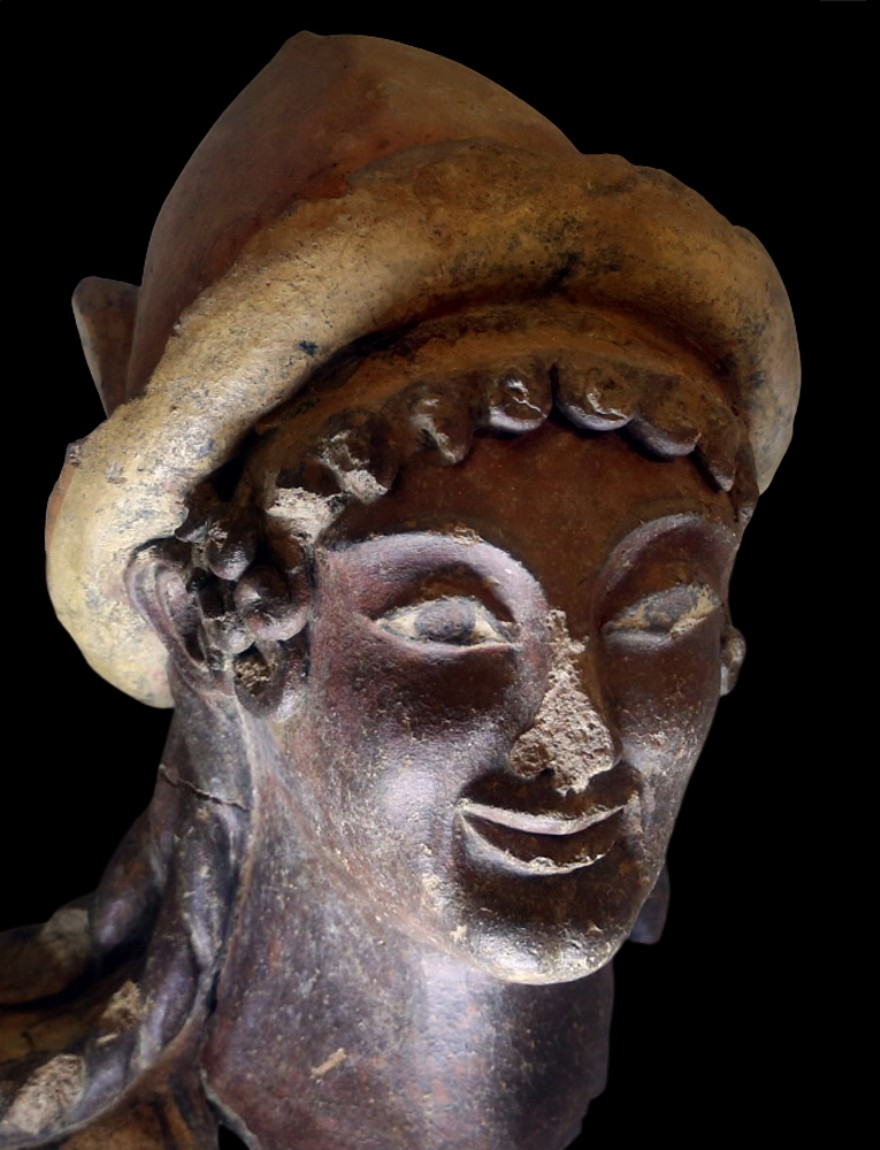
Kopf einer Skulptur von Turms aus dem Portonaccio-Heiligtum (500 v. Chr.)

Turms, auch Turm, Turmś, Turmus oder Turamus, ist eine etruskische Gottheit und entspricht im Wesentlichen dem griechischen Hermes und dem römischen Merkur. Turms galt in der etruskischen Religion als Bote und Vermittler zwischen der Welt der Sterblichen und Unsterblichen sowie zwischen Diesseits und Jenseits.

## Name und Herkunft

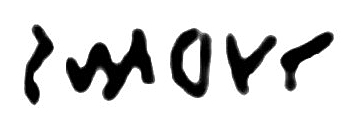
Inschrift TURMS mit etruskischen Buchstaben von rechts nach links

Der Ursprung des Namens Turms ist unbekannt, scheint aber im Gegensatz zu Aplu, dessen Name sich auf Apollon zurückführen lässt, keine griechischen Wurzeln zu haben. Im Pantheon der Etrusker finden sich neben altitalischen und genuin etruskischen Gottheiten auch zahlreiche mythologischen Figuren, die unmittelbar aus dem griechischen Mythos adaptiert wurden. Ihre eigenen Gottheiten identifizierten die Etrusker häufig mit griechischen Gottheiten und übernahmen teilweise deren Aspekte. Insofern ist auch ungeklärt, ob Turms ein genuin etruskischer Gott ist oder aus der griechischen Götterwelt stammt.

## Repräsentanz und Aspekte
In der etruskischen Mythologie waren Turms und Aplu Söhne des höchsten Gottes Tinia, so wie auch Hermes und Apollon von Zeus abstammten. Allerdings gibt es auch eine Darstellung der drei Götter auf einem Bronzespiegel, die Tinia ähnlich jugendlich wie die beiden anderen Gottheiten zeigt. Turms ist zu erkennen an seinem geflügelten Reisehut (Petasos) und seinem charakteristischen Stab (Caduceus). Auf anderen Bronzespiegeln trägt Turms die Flügel auf seinem Rücken oder an seinen Schuhen.
Der geflügelte Hut ist auch ein Merkmal für die Identifizierung von Skulpturen wie der Terrakotta-Figur vom Portonaccio-Heiligtum, von der nur der Kopf erhalten geblieben ist. Man nimmt heute an, dass der bartlose Turms dargestellt ist, wie er den Kampf zwischen Aplu (Apollon) und Hercle (Herakles) um die der Artumes (Artemis) geweihte kerynitische Hirschkuh beendet. Turms erscheint hier als Bote des Tinia mit dem Auftrag, Frieden zwischen Hercle und Aplu zu stiften. Die Skulptur des Aplu (Apollon von Veji) ist nahezu vollständig erhalten geblieben und zierte wahrscheinlich wie die anderen als Akroterion den Dachfirst eines Tempels. Die Skulpturen wurden um 500 v. Chr. gefertigt und stammen aus der Werkstatt des Bildhauers Vulca.

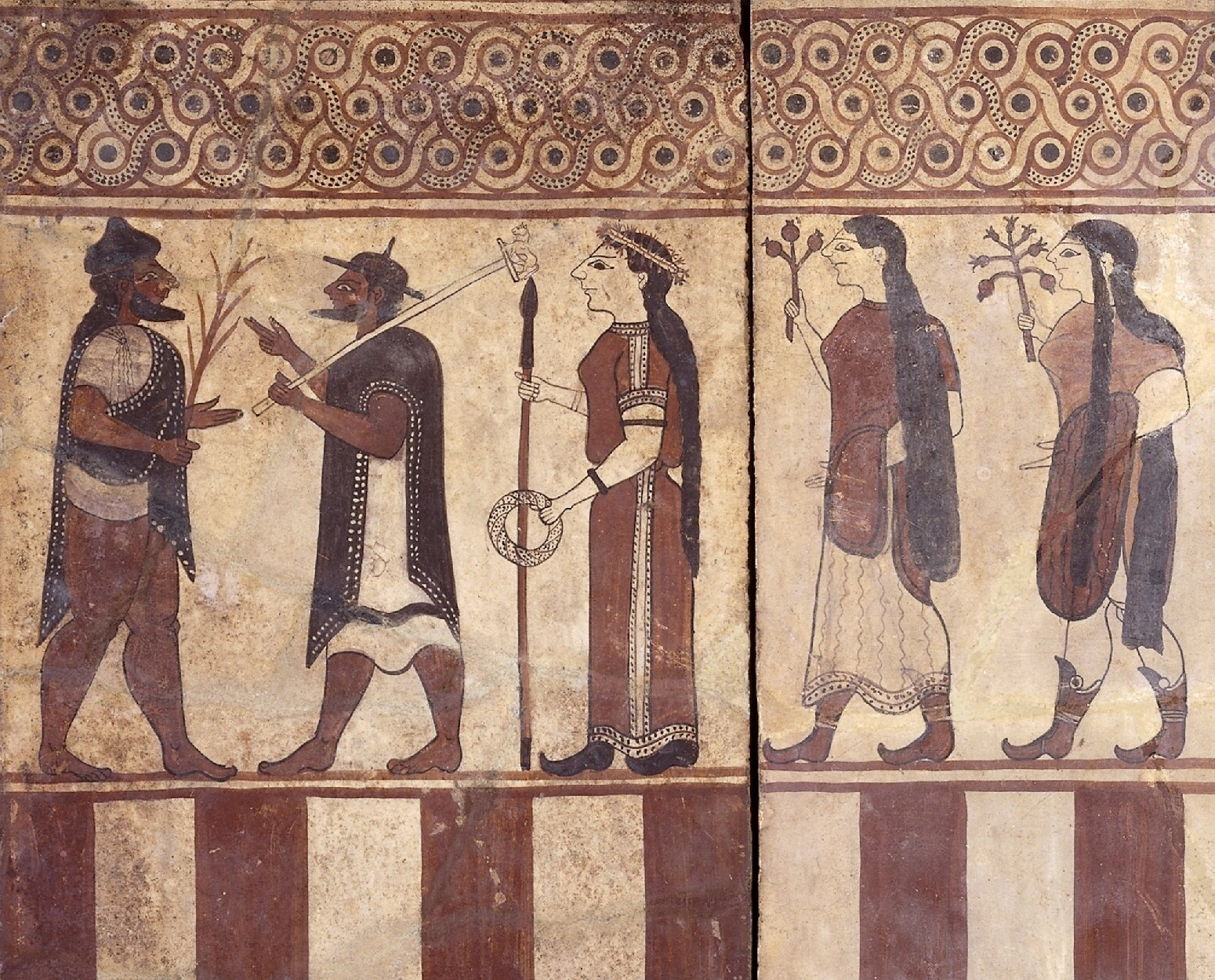
Turms (2. von links) beim Urteil des Paris auf den Boccanera-Platten (6. Jahrhundert v. Chr.)

Turms war schon in der etruskischen Frühzeit als Bote tätig, wie die Boccanera-Platten mit dem bei den Etruskern populären Mythos vom Urteil des Paris zeigen. Turms führt Menrva (Athene), Uni (Hera) und Turan (Aphrodite) zu Alcsentre (Paris Alexandros), der nun seine Wahl zu treffen hat, wobei Turms ungewöhnlich dargestellt ist. Er trägt einen Bart, sein Hut endet mit einer eigentümlichen Spitze und seinen Stab ziert oben eine Stierfigur. Im griechischen Mythos nimmt Hermes nicht an dem Geschehen Teil, aber die Etrusker wandelten häufig die griechischen Vorlagen ab und erfanden neue Szenen.
Anscheinend war Turms nicht nur Bote und Vermittler für Tinia als Himmelsgott, sondern auch für den Unterweltgott Aita. Auf einem Bronzegriff findet sich eine zweifache Ausführung von Turms, einmal zusammen mit Tinia und ein weiteres Mal mit Aita. Vielleicht tritt hier Tinia auch als Unterweltgott in Erscheinung. Diese Doppelfunktion als Bote und Helfer über und unter der Erde erklärt wahrscheinlich auch die ungewöhnliche Darstellung von Turms auf einem Bronzespiegel, wo er zusammen mit einem Doppelgänger als Zwillingspaar abgebildet ist.
Es gibt auf einem Bronzespiegel aus Vulci auch eine Inschrift, die ihn als Turmś Aitaś (Hermes des Hades) bezeichnet. Er begleitet eine Figur, die Hinthial Terasiaś (Schatten des Teiresias) genannt wird, zu Uthuze (Odysseus), der am Eingang zur Unterwelt sitzt. Turms wirkt hier als Seelenbegleiter, vergleichbar dem Hermes Psychopompos. Eine ähnliche Szene wird in der Odyssee beschrieben, allerdings ohne die Anwesenheit des Hermes. Während der homerische Teiresias ein alter Mann ist, hat Terasias ein junges, weibliches Gesicht und trägt Frauenkleidung. Teiresias war im Mythos tatsächlich in einem Teil seines Lebens eine Frau. Dieser Aspekt des weiblichen Geschlechts wird in der griechischen bildenden Kunst nirgendwo dargestellt.

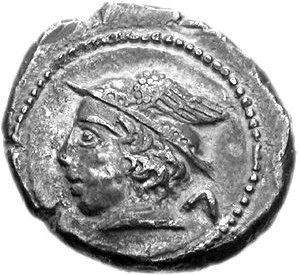
Turms auf einer Münze aus Populonia (3. Jahrhundert v. Chr.)

Es ist wahrscheinlich, dass Turms im Zusammenhang mit seinen Aufgaben in der Unterwelt kultisch verehrt wurde. Allerdings konnte bis jetzt kein ihm gewidmetes Heiligtum eindeutig identifiziert werden. Zudem gibt es von Turms nur wenige Votivgaben in Form von Statuetten. Sein Name fehlt auch auf der Bronzeleber von Piacenza, die alle für die Leberschau bedeutenden Gottheiten aufzählt. Turms scheint jedenfalls im Mythos eine wichtige Rolle als Begleiter oder Helfer gespielt zu haben, da die Anzahl seiner Darstellungen insbesondere auf Bronzespiegeln die aller anderen höheren Gottheiten übertrifft. Häufig wohnt er besonderen mythischen Ereignissen bei, die sich teilweise einer Deutung entziehen wie eine Szene mit Menrva, Aplu und einem sprechenden Kopf. Sein Abbild findet sich auch auf Münzen. Auch hier wird er als bartloser jugendlicher Gott mit einem geflügelten Hut dargestellt.
Zu den Funktionen von Turms zählen offenbar auch der Schutz und die Erziehung von Kindern. Er ist bei der Geburt von Menrva anwesend, sorgt sich um den neugeborenen Fufluns, den Gott des Wachstums und der Vegetation, und wohnt der Zeremonie von Menrva mit den Maris-Babys bei. Der Mythos der Maris-Babys konnte bisher nicht hinreichend gedeutet werden. Turms steht auch in Verbindung mit der Geburt der Elinai (Helena) aus einem Ei, von der es zwei Versionen gibt. Entweder war sie eines der vier Kinder, die aus der Paarung von Leda mit Zeus in Form eines Schwans geboren wurden, oder das Ei stammte aus der Vereinigung von Zeus mit Nemesis und wurde Leda und ihrem Mann Tyndareos zum Ausbrüten gegeben. Im etruskischen Mythos wird Turms mit der Übergabe betraut.
Diese Übergabe des Eis der Elinai ist das Sujet auf mehreren Bronzespiegeln. Einmal übergibt Turms das Ei an Tuntle (Tyndareos), während Latva (Leda) zuschaut. Auf einem anderen Spiegel hält Tuntle, diesmal allein, das Ei bereits in der Hand. Turms erscheint hier in der Pose eines Wahrsagers (Haruspex), indem er das linke Bein und den rechten Arm anhebt und den Zeigefinger gestreckt hält, um zu einer Anweisung oder zu einem Ratschlag anzusetzen. Insofern könnte das Ei der Elinei ein Sinnbild für die Prophetie verkörpern und kommende Ereignisse ankündigen. Die Etrusker verwendeten Eier oft in einem funerären Kontext als rituelle Speise beim Totenmahl oder als Grabbeigabe aus Terrakotta oder Stein. Dadurch steht die Szene mit Turms und dem Ei der Elinei vielleicht wieder in Beziehung zur Unterwelt.

## Bronzespiegel mit Turms

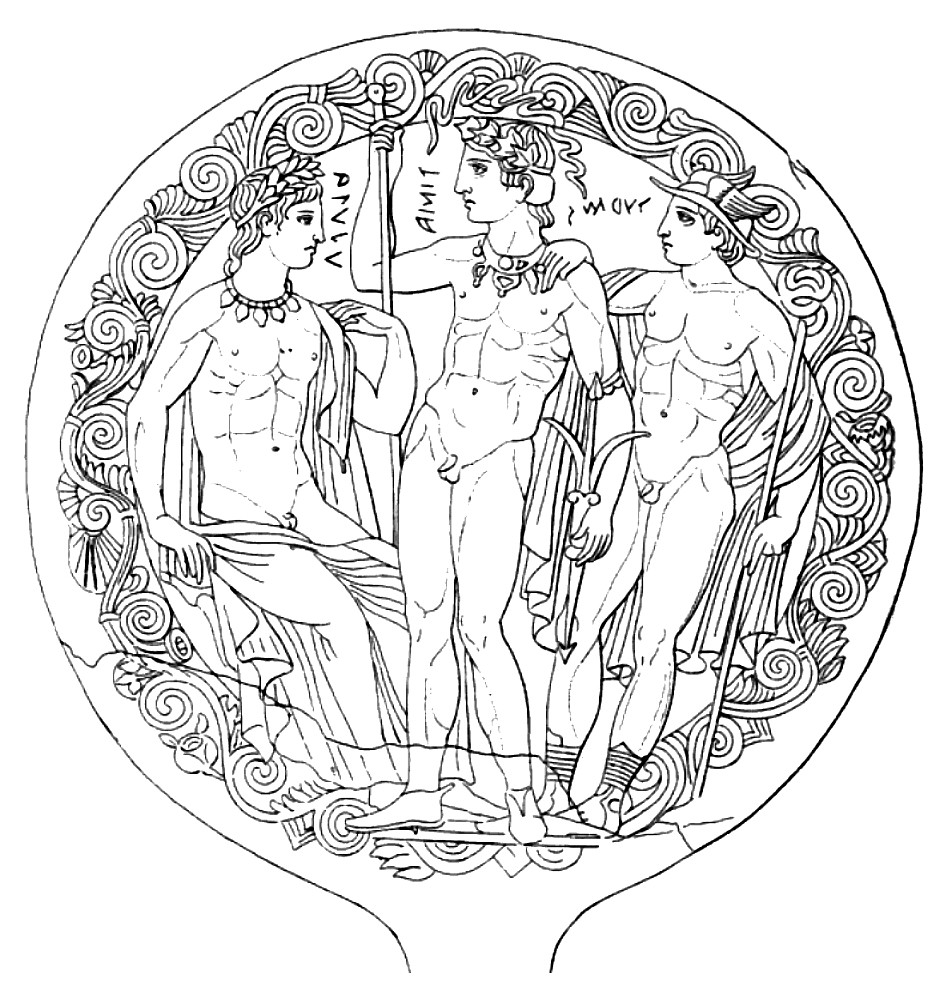
Tinia (Mitte) mit seinen Söhnen Aplu (links) und Turms (rechts)
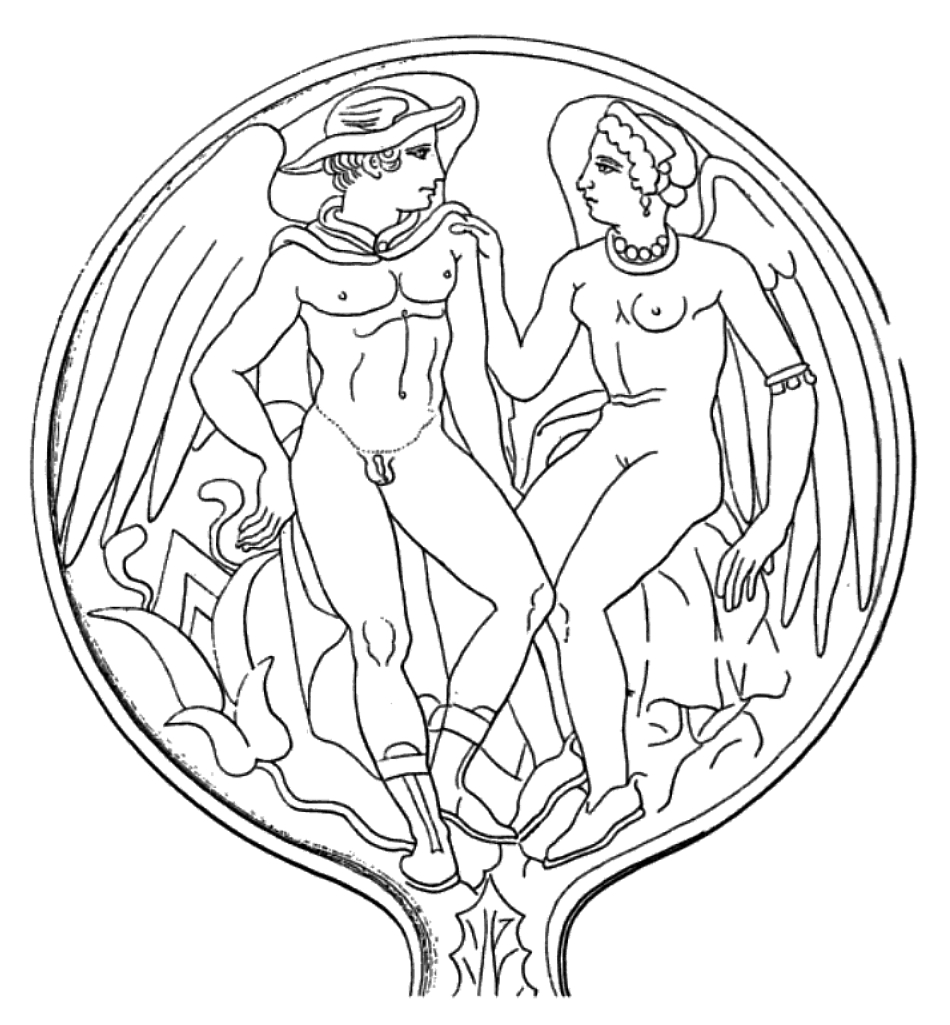
Turms (links) mit Flügeln in Zwiesprache mit einer weiblichen Gottheit
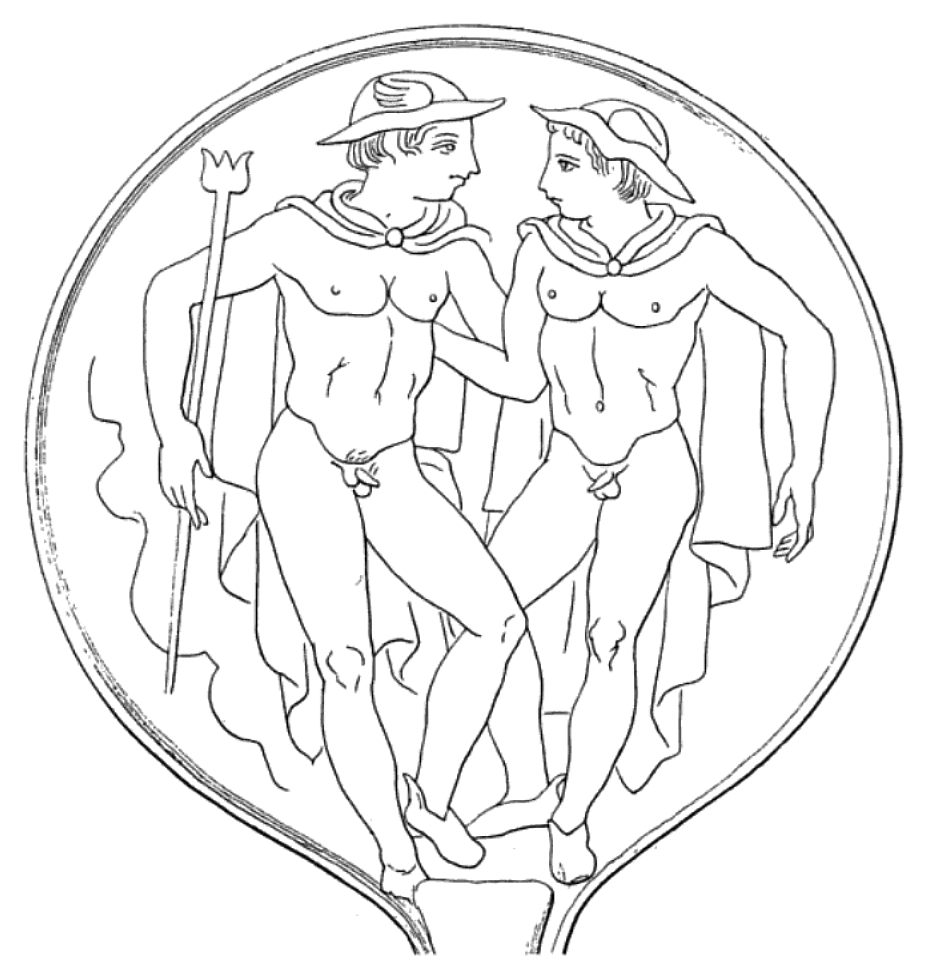
Turms in Doppelgestalt als Zwillingspaar
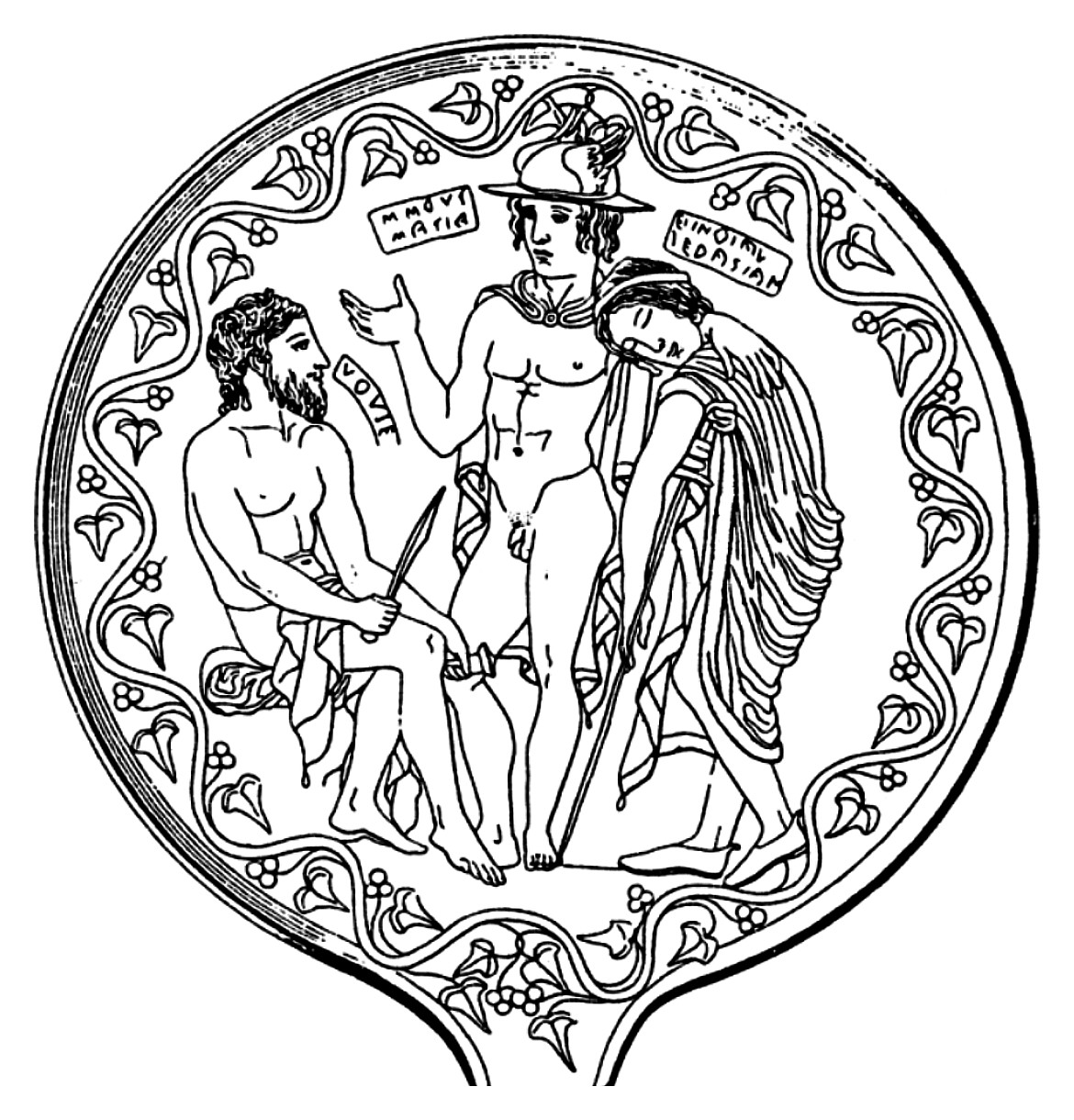
Turmś Aitaś (Mitte) mit Uthuze (links) und Hinthial Terasiaś (rechts)
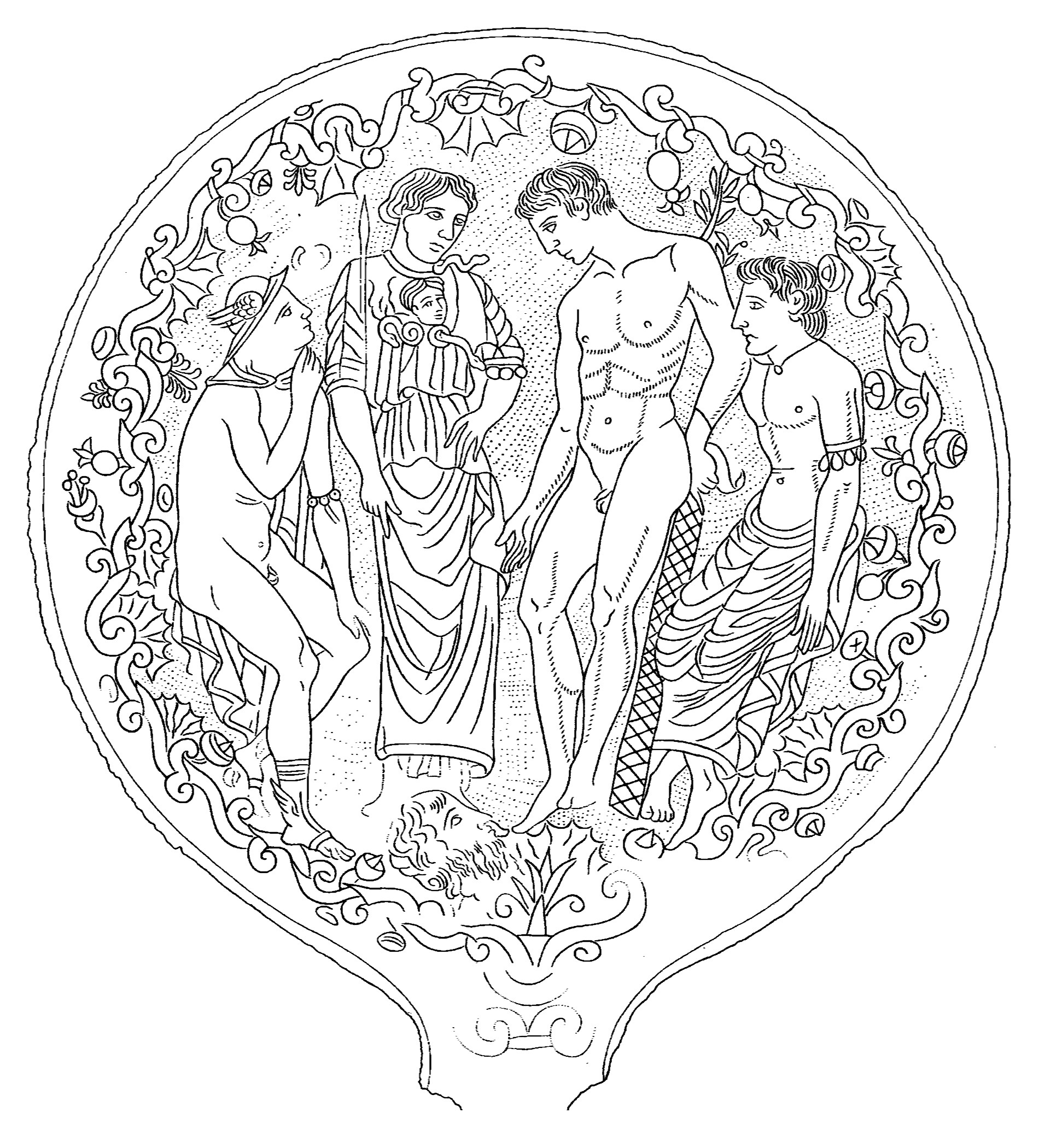
Turms (links), Menrva, Umaele, Aplu und ein sprechender Kopf
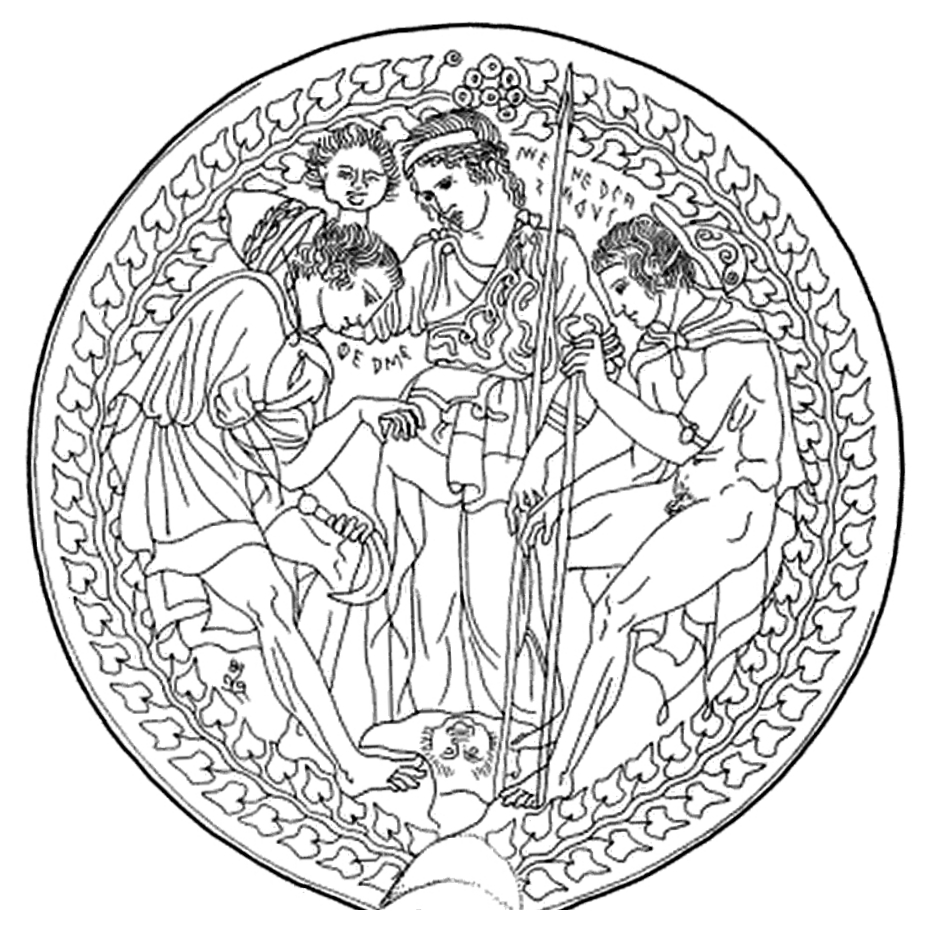
Turms (rechts), Menrva und Pherse mit dem Gorgonenhaupt der Medusa
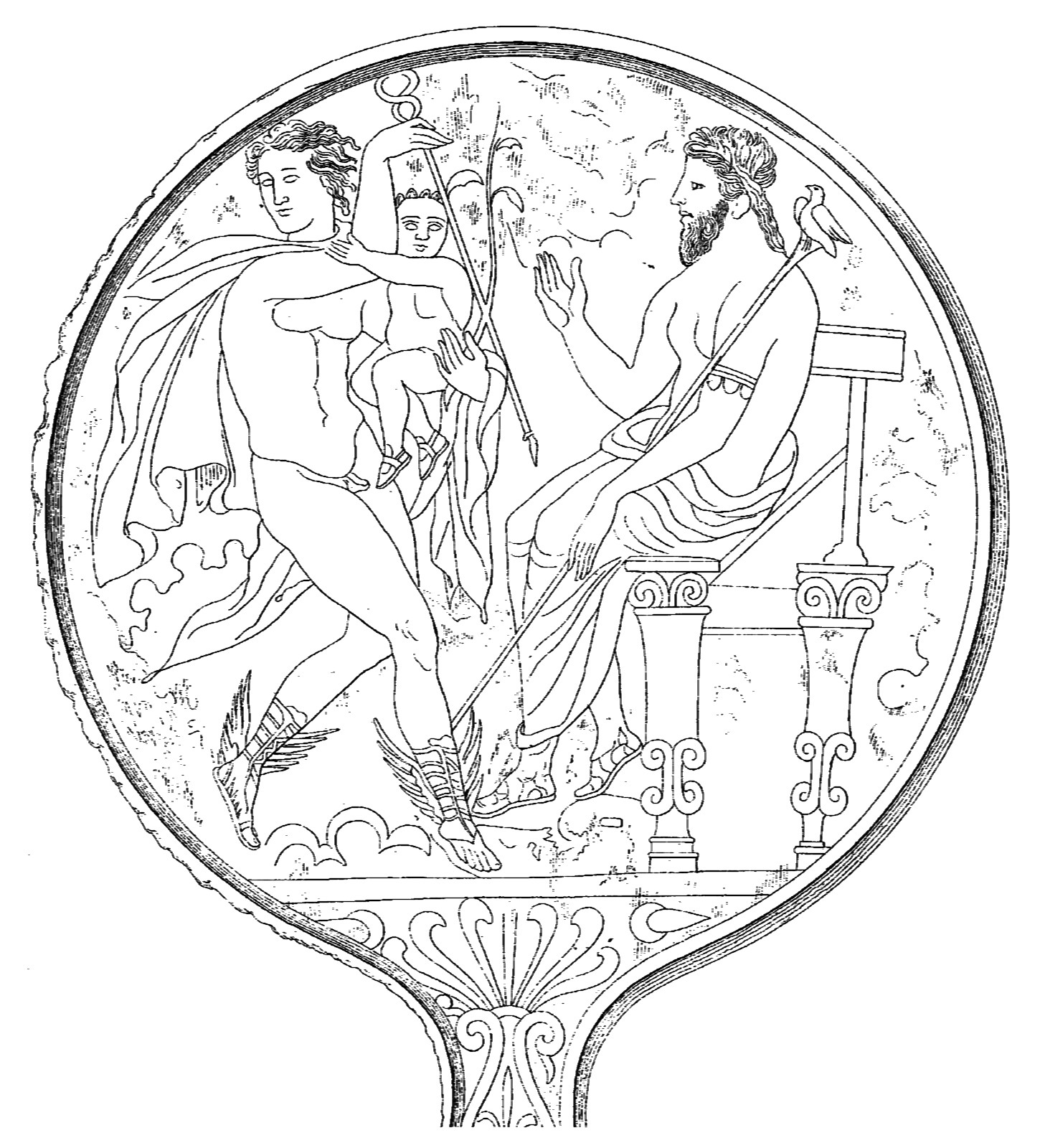
Turms (links) mit Fufluns als Kind und geflügelten Schuhen
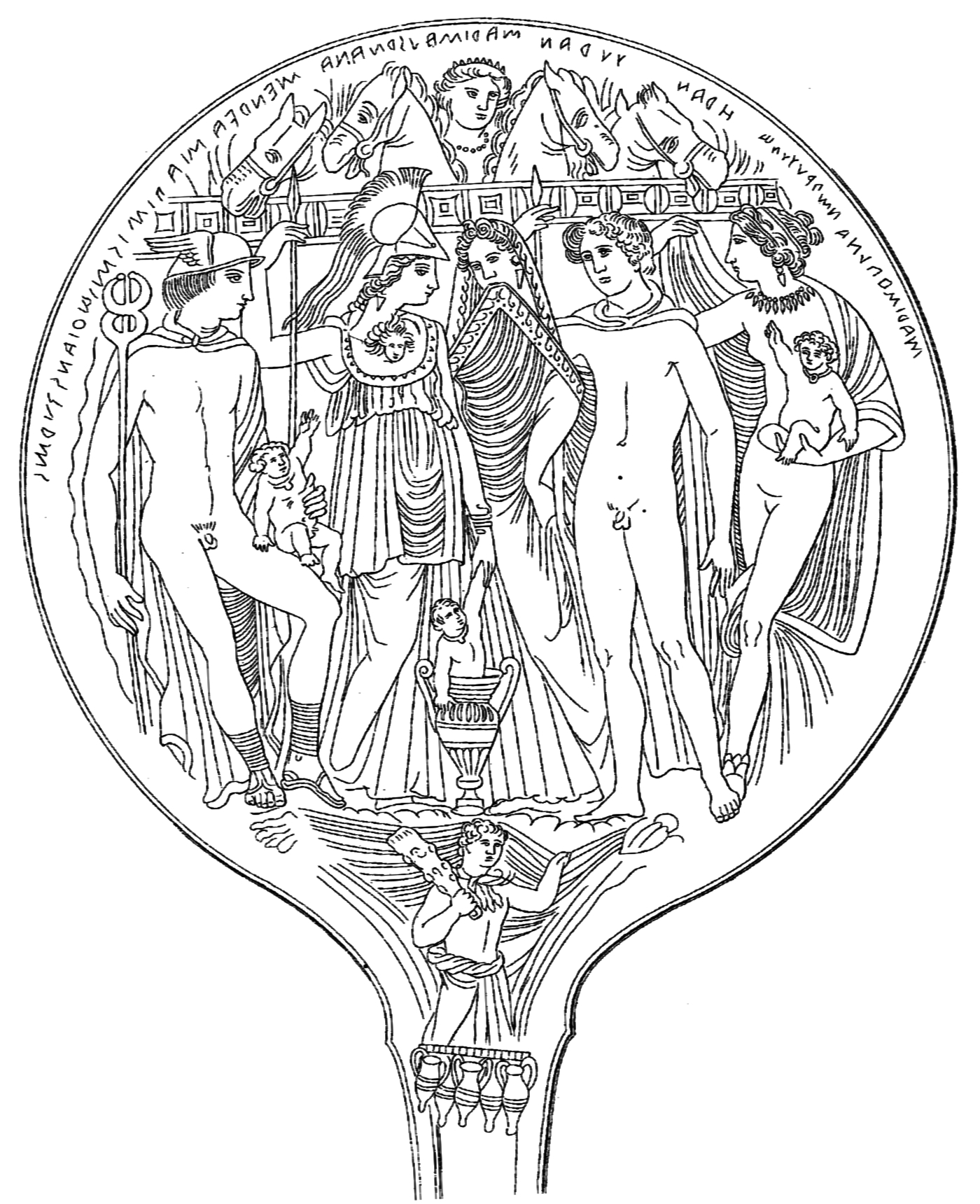
Turms (links), Menrva, Turan, Laran, Amatutunia und die Maris-Babys
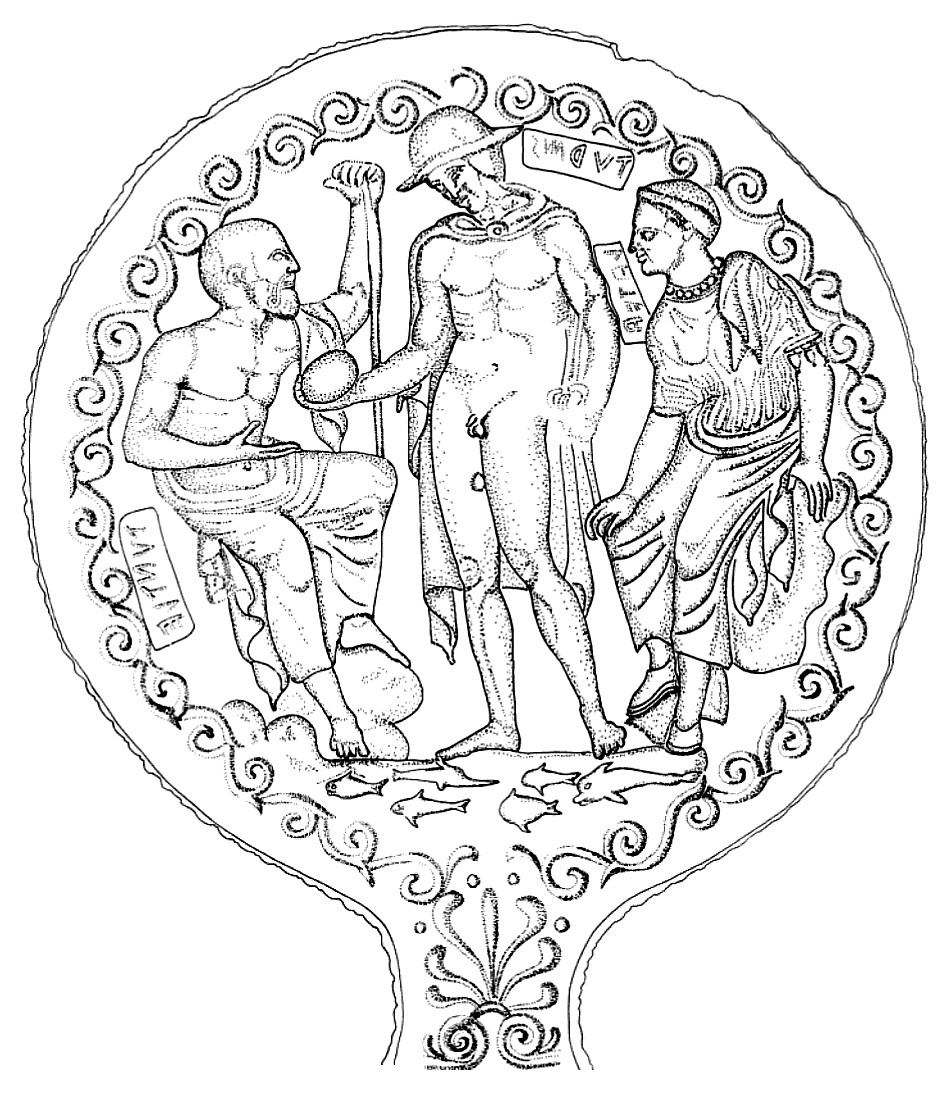
Turms (Mitte) übergibt das Ei der Elinei an Tuntle (links) und Latva (rechts)
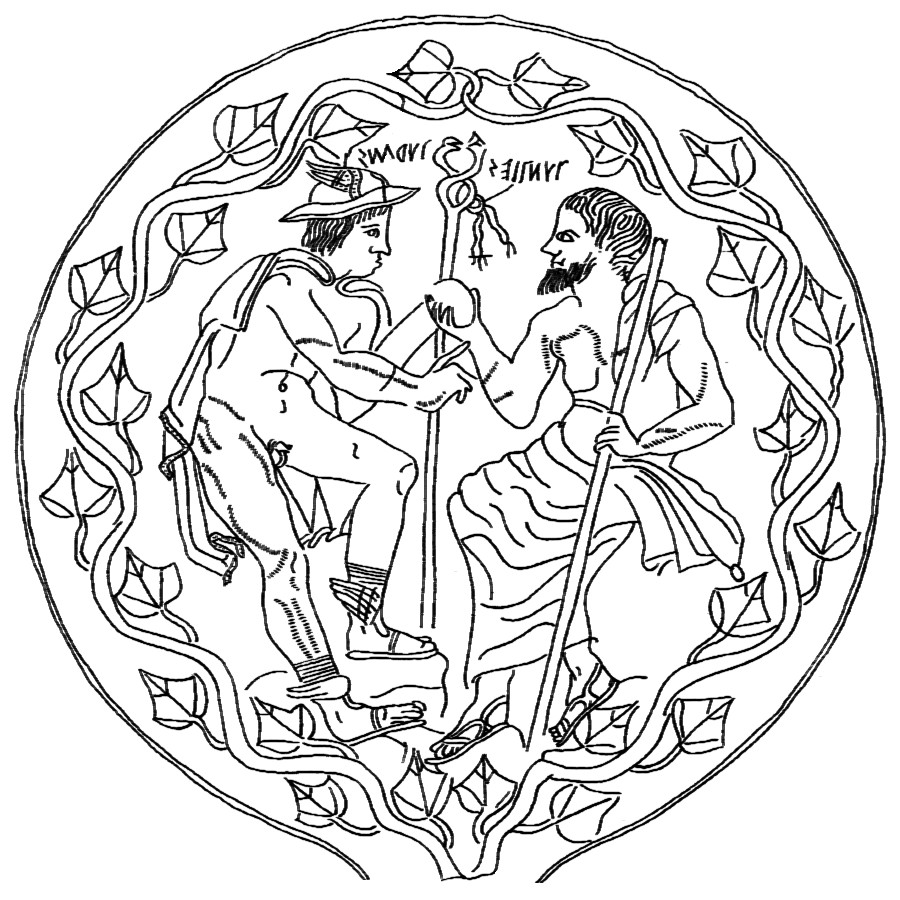
Turms (links) nach der Übergabe des Eis in der Pose eines Wahrsagers